# Ulrike Bretschneider
Ulrike Bretschneider (* 31. Oktober 1953 in Colditz) ist eine deutsche Politikerin (PDS). Von 1994 bis 2004 war sie Mitglied des Sächsischen Landtags.
Bretschneider absolvierte nach dem Abitur von 1972 bis 1978 ein Studium in Leningrad, welches sie als Diplom-Ingenieurin beendete. Sie arbeitete danach von 1978 bis 1981 als Konstrukteur in Wismar und danach bis 1984 in Leningrad. 1984 wurde sie promoviert und war danach wieder in Wismar tätig.
Bretschneider trat 1972 der SED bei und später der PDS. Sie war von 1994 bis 2000 Stadträtin in Burgstädt. Bei der Landtagswahl 1994 zog sie über die Landesliste in den Landtag von Sachsen ein, dem sie bis 2004 angehörte.